# Deutsche Forschungsanstalt für Segelflug
Il Deutsche Forschungsanstalt für Segelflug o DFS (Istituto Tedesco per la ricerca nel volo con alianti) era un istituto di ricerca fondato nel 1933 per iniziativa del nuovo governo nazista ed indirizzato allo sviluppo di alcuni settori che riguardavano l'aeronautica tra i quali il più noto era la progettazione e costruzione di alianti per il volo a vela e la sperimentazione di velivoli a scopo di ricerca finalizzata alla realizzazioni di nuovi aerei da combattimento. 

## Storia
Fu creato nel 1933 con lo scopo di unificare tutte le ricerche sugli alianti effettuate in Germania. Nacque dalla nazionalizzazione della Rhön Rossitten-Gesellschaft (RRG) di Darmstadt.
Il DFS si occupò della produzione di alianti atti all'addestramento della Gioventù hitleriana e della Luftwaffe, ma anche nella ricerca e sviluppi di nuovi aerei e della propulsione a razzo. I velivoli più noti sono il DFS 230 e il DFS 194.
Nel 1938, a seguito di un incidente mortale alla Wasserkuppe, il DFS lanciò un concorso per creare un miglior freno per alianti. Il progetto vincitore, realizzato da Wolfgang e Ulrich Hütter della Schempp-Hirth Flugzeugbau GmbH, fu poi utilizzato dal DFS con il nome di "Freno DFS".

## Elenco velivoli prodotti per anno
sviluppati originariamente sotto il marchio RRG
- 1926 
  - Stamer-Lippisch Zögling 1 addestratore
- 1927 
  - DFS Hangwind, addestratore biposto
- 1928 
  - DFS Professor I, aliante ad alte prestazioni
- 1929 
  - DFS Professor II, aliante ad alte prestazioni
- 1931 
  - DFS E 32, aliante
  - Einheitsschulflugzeug (Addestratore di volo standard), aliante, addestratore
  - Fliege IIa, aliante
  - Jacht 71 (Yacht), aliante
- 1932
  - DFS Condor II, aliante ad alte prestazioni
  - DFS Rhönadler (Aquila di Rhön), aliante ad alte prestazioni
  - DFS Stanavo, aliante ad alte prestazioni

prodotti sotto il marchio DFS
- 1933 
  - DFS Zögling 33 aliante addestratore di base
  - DFS Hol's der Teufel, aliante addestratore
  - DFS Moazag'otl, aliante ad alte prestazioni
  - DFS Rhönbussard, aliante
- 1934 
  - DFS São Paulo, aliante ad alte prestazioni
- 1935
  - DFS Condor III, aliante ad alte prestazioni
  - DFS Kranich II, aliante biposto
  - DFS Präsident, aliante ad alte prestazioni
  - DFS Rhönsperber, aliante ad alte prestazioni
  - DFS Zögling 35 versione migliorata del DFS Zögling 33
- 1936 
  - DFS Habicht, aliante acrobatico
  - DFS Kranich, aliante biposto
  - DFS 39, velivolo sperimentale dotato di ala a delta
- 1937
  - DFS 230, aliante da trasporto (1 600 prodotti)
- 1938
  - Schulgleiter 38 aliante addestratore di base
  - DFS B6, aliante ad alte prestazioni
  - DFS Ha III, aliante ad alte prestazioni
  - DFS Reiher, aliante ad alte prestazioni
  - DFS 108 Weihe, aliante ad alte prestazioni
  - DFS 194, velivolo sperimentale a razzo
- 1939 
  - DFS Olympia Meise, aliante ad alte prestazioni
- 1942
  - DFS 228, velivolo sperimentale a razzo
- 1943 
  - Deutsche Anstalt für Segelflug DFS 331, trasporto sperimentale
- 1944 
  - Deutsche Anstalt für Segelflug DFS 346, intercettore sperimentale a razzo